# Сотенсько-при-Шмарю
Сотенсько-при-Шмарю (словен. Sotensko pri Šmarju) — поселення в общині Шмарє-при-Єлшах, Савинський регіон, Словенія. 
Висота над рівнем моря: 329,4 м.